# تاونير باندا
تونييري باندا (من مواليد 5 يونيو 1996) هي رياضية بارالمبية من مالاوي مختصصة في رياضة السباقات لمسافات متوسطة، وتتنافس بشكل أساسي في فئة T13.  في عام 2016، أصبحت باندا أول رياضية تمثل مالاوي في الألعاب البارالمبية، وذلك عندما اختيارت للتنافس في دورة الألعاب البارالمبية الصيفية لعام 2016 في ريو دي جانيرو.

## التاريخ الشخصي
وُلدت باندا في مالاوي عام 1996، وكانت تعاني من ضعف بصري منذ ولادتها. 
صنفت باندا، التي يدربها جورج لوهانغا، كرياضية في الفئة T13 قبل دورة الألعاب البارالمبية الصيفية 2012 في لندن. تأهلت باندا للألعاب البارالمبية في لندن، لكنها لم تتمكن من الحضور بسبب مشاكل تمويل في اللحظات الأخيرة. 
بعد أربع سنوات، تأهلت باندا لدورة الألعاب البارالمبية الصيفية 2016 في ريو، حيث تنافست في سباق 1500 متر (فئة T13). خلال الاستعدادات للألعاب، أتيحت لها الفرصة لحضور معسكر تدريبي، وتوفر التمويل الذي سمح لها ولمدربها بالسفر إلى البرازيل، لتصبح أول رياضية بارالمبية تمثل مالاوي.  تم الاحتفال بأهمية إنجازها من قبل اللجنة البارالمبية المالاوية، التي أكدت اختيار باندا في حدث خاص أقيم في المجلس الوطني للرياضة في بلانتير في 4 يوليو 2016.  قضت باندا 60 يومًا في الاستعداد لدورة ريو، حيث تدربت للحدث، ولكن كانت المرافق في مالاوي غير مثالية، إذ تدربت على مضمار جري مغبر وغير مستوٍ، بدون حارات محددة وفقًا للمعايير المعتادة. 
في ريو، حضرت باندا حفل الافتتاح، وكونها الممثلة الوحيدة لبلدها، شاركت كحاملة لعلم مالاوي.  في سباق 1500 متر في ريو، تم إدراج باندا في المجموعة الأولى. بدأت اللفة الأولى بسرعة كبيرة وتصدرت السباق بشكل قوي، لكن سرعتها العالية في البداية أدت إلى إرهاقها في المراحل الأخيرة. فقدت الصدارة في آخر 600 متر من السباق وأنهت في المركز الرابع.  وتبعت باندا خيبة أمل أخرى عندما تم استبعادها بعد السباق بسبب خروجها عن الحارة المخصصة لها. 